# Дурманов, Абдусамат Чаршанбиевич
Абдусамат Чаршанби́евич Дурманов (узб. Абдусамат Чоршанбиевич Дўрмонов/Abdusamad Chorshambiyevich Do'rmonov; род. 15 ноября 1965, Термез) — советский и узбекский футболист, игравший за «Нефтчи» из Ферганы и сборную Узбекистана.

## Карьера
Начинал играть за «Автомобилист» (Термез) в 1982 году.
В 1985, вместе с партнером по «Сурхану» Шухратом Ходжакуловым, перешёл в клуб «Локомотив» (Чита). В новой команде был одним из основных игроков, проведя за 2 года 45 игр и забив в них 3 мяча.
Играл в командах «Пахтакор» (Ташкент) и «Нефтчи» (Фергана).
В составе команды «Нефтчи» Фергана стал пятикратным чемпионом Узбекистана (1992, 1993, 1994, 1995, 2001), двукратным обладатель кубка Узбекистана (1994, 1996) а также серебряным призёром чемпионата Узбекистана (1996, 1997, 1998, 1999, 2000, 2002, 2003).
Играл за сборную Узбекистана. Провел 7 игр, причем 4 из них — в финальном турнире Летних Азиатских игр 1994 года. В финале против сборной Китая провёл на поле все 90 минут и завоевал с командой главный приз соревнований.
В 2002 завершил карьеру.
В октябре 2014 года принял в качестве главного тренера команду «Язъяван Лочинлари», выступавшую во втором дивизионе чемпионата Узбекистана. Проведя в ней всего месяц вывел команду через серию матчей «пульки» в первую лигу.
В начале апреля 2015 года команда под руководством Дурманова начала сезон в первой лиге в территориальной зоне «Восток». По окончании первого этапа в турнирной таблице зоны «Восток» «Язъяван Лочинлари» занял восьмое место и, тем самым, добился права участия во втором этапе первой лиги. Однако, несмотря на успешное решение данной задачи в августе 2015 года был уволен с поста главного тренера.
Начиная с декабря 2015 года работает тренером в «Нефтчи» со своим младшим братом Рустамом Дурмановым.

## Государственные награды
- Медаль «Шухрат»[1]
- Заслуженный спортсмен Республики Узбекистан